# Копанки (Боровский район)
Копанки (укр. Копанки), село, 
Першотравневый сельский совет,
Боровский район,
Харьковская область.
Код КОАТУУ — 6321082505. Население по переписи 2001 г. составляет 219 (108/111 м/ж) человек.

## Географическое положение
Село Копанки находится в 1 км от посёлка  Першотравневое.

## Происхождение названия
Копанка — что-то вырытое в земле (шахта, в украинском языке - яма з водою, колодец, в русском - канава, колодец, белорусский - озеро, пруд).

## История
- 1775 - дата основания.

## Экономика
- В поселке есть молочно-товарная ферма.

## Известные люди
- Шутько Егор Иосифович — Герой Советского Союза.